# Анна София Датска
Анна София Датска (на датски: Anna Sophie af Danmark; на немски: Anna Sophie von Dänemark; * 1 септември 1647, Фленсбург, Дания; † 1 юли 1717, дворец Лихтенбург при Претин, Курфюрство Саксония) е принцеса от Дания и Норвегия от род Олденбург и чрез женитба курфюрстка на Курфюрство Саксония (1680 – 1691).

## Живот
Тя е голямата дъщеря на краля на Дания Фредерик III (1609 – 1670) и съпругата му принцеса София Амалия фон Брауншвайг-Каленберг (1628 – 1685), единствената дъщеря на херцог Георг фон Брауншвайг-Люнебург (1582 -1641) и принцеса Анна Елеонора фон Хесен-Дармщат (1601 – 1659). По-малка сестра е на Кристиан V (1646 – 1699), крал на Дания и Норвегия. По-малката ѝ сестра Улрика Елеонора (1656 – 1693) е омъжена на 6 май 1680 г. за Карл XI, крал на Швеция.
Анна София има много добро образование, говори освен датски и немски, също италиански, френски, испански и латински. Тя умее да трупа пари.
Анна София се омъжва на 9 октомври 1666 г. в Копенхаген за Йохан Георг III от Саксония (* 20 юни 1647; † 12 септември 1691), курфюрст (1680 – 1691), единственият син на саксонския курфюрст Йохан Георг II (1613 – 1680) и Магдалена Сибила фон Бранденбург-Байройт (1612 – 1687).
Последните си години живее в нейния вдовишки дворец Лихтенбург заедно със сестра си курфюрстката вдовица Вилхелмина Ернестина (1650 – 1706).
- Анна София Датска
- Дворецът Лихтенбург ок. 1792

## Деца
Анна София и Йохан Георг III имат двама сина: 
- Йохан Георг IV (* 18 октомври 1668; † 27 април 1694), курфюрст на Саксония (1691 – 1694), женен на 17 април 1692 г. в Лайпциг за принцеса Елеонора фон Саксония-Айзенах (1662 – 1696)
- Фридрих Август II Силния (* 22 май 1670; † 1 февруари 1733), курфюрст на Саксония (1694 – 1733), крал на Полша (1697 – 1704), женен на 20 януари 1693 г. в Байройт за маркгарфиня Христиана Еберхардина фон Бранденбург-Байройт (1671 – 1727)